# Warner (condado de Merrimack)
Warner es un lugar designado por el censo ubicado en el condado de Merrimack en el estado estadounidense de Nuevo Hampshire. En el Censo de 2010 tenía una población de 444 habitantes y una densidad poblacional de 214,02 personas por km².

## Geografía
Warner se encuentra ubicado en las coordenadas 43°17′3″N 71°49′27″O / 43.28417, -71.82417. Según la Oficina del Censo de los Estados Unidos, Warner tiene una superficie total de 2.07 km², de la cual 2.07 km² corresponden a tierra firme y (0%) 0 km² es agua.

## Demografía
Según el censo de 2010, había 444 personas residiendo en Warner. La densidad de población era de 214,02 hab./km². De los 444 habitantes, Warner estaba compuesto por el 98.65% blancos, el 0.23% eran afroamericanos, el 0.23% eran amerindios, el 0% eran asiáticos, el 0% eran isleños del Pacífico, el 0% eran de otras razas y el 0.9% pertenecían a dos o más razas. Del total de la población el 0% eran hispanos o latinos de cualquier raza.